# Knapptryckarna
Knapptryckarna är ett svenskt politiskt parti, grundat 2021. Partiet förespråkar direktdemokrati där medborgarna röstar direkt på varje fråga istället för det nuvarande systemet med representativ demokrati. 

## Historia
Knapptryckarna grundades 2021 av musikern och företagaren Ulf Bejerstrand. Deras symbol var ursprungligen en stiliserad voteringsknapp i form av en röd- och grönstreckad ring.

### Forshaga
I Forshaga kommun i Värmland var det tre Sverigedemokrater som hoppade av partiet efter efter interna strider i partiregionen 2023. De uttryckte därefter att de skulle representera Knapptryckarna. En av dem, Jan-Erik Tjärngård, förklarade att "tanken är att vi ska kunna lägga upp frågor som folk kan tycka till om, så att de får komma till tals. Sedan får vi företräda den åsikten, oavsett vad vi själva tycker". På den direkta frågan om han kommer följa utfallen i omröstningarna även i de fall de strider mot hans egen övertygelse svarade han dock att han kommer avgöra det "från fall till fall". Den exakta utformningen av omröstningssystemet var också oklar. En ledare i Värmlands Folkblad beskrev det som "foliehattarnas sammansvärjning".

## Valresultat

### Riksval
Knapptryckarna drev en aktiv kampanj inför riksdagsvalet 2022. Under Almedalsveckan i Visby delade de ut flygblad och popcorn. De argumenterade för en folkomröstning om det svenska NATO-medlemskapet. De fick 5 493 röster, vilket motsvarar 0,08 procent av alla röster. Det gjorde det till landets 15:e största parti och det sjunde största utanför riksdagen.

### EU-parlamentet
Knapptryckarna listade inte några kandidater inför EU-valet 2024 och partiet tryckte inte heller upp några valsedlar. En av partiets medlemmar, Dick Jonefelt från Färgelanda, stod dock på sjunde plats på valsedeln för partiet MoD - Mänskliga rättigheter och Demokrati. Knapptryckarna fick totalt 80 röster.